# Barbara Kim
Dans ce nom coréen, le nom de famille, Kim, précède le nom personnel.
Pour les articles homonymes, voir Kim.
Barbe ou Barbara Kim (en coréen 김 바르바라) est une laïque chrétienne coréenne, née en 1805 à Siheung, dans la province de Gyeonggi en Corée, morte en prison le 27 mai 1839 à Séoul.
Reconnue martyre et béatifiée en 1925 par Pie XI, elle est solennellement canonisée à Séoul par le pape Jean-Paul II le 6 mai 1984 avec les autres martyrs de Corée. 
Sainte Barbara Kim est fêtée le 27 mai et le 20 septembre.

## Biographie
Barbara Kim naît en 1805 à Siheung, dans la province de Gyeonggi, en Corée,. Elle est d'une famille très pauvre. Sa famille est catholique mais n'est pas très pieuse, et pratique peu la religion. 
Quand elle a treize ans, Barbara Kim est envoyée pour servir dans une riche famille catholique, celle de Marie Hwang. Dans cette famille, elle rencontre Dieu spirituellement, et sa dévotion grandit pour Jésus. Franche de caractère et active de tempérament, elle se pénètre des enseignements chrétiens. Très consciente de la grâce du Seigneur dans sa vie, elle décide de rester vierge.
Son père lui rend visite pour lui annoncer qu'un arrangement est conclu pour la marier avec un jeune catholique. Elle répond qu'elle préfère préserver sa virginité pour le Seigneur, mais son père ne peut pas se dédire de son engagement. Elle est alors obligée d'accepter le mariage. Mais son mari n'est en fait pas chrétien. Elle essaie de lui en parler et de le convertir, sans succès. Elle a plusieurs enfants, parmi lesquels elle peut seulement baptiser une fille. Les différences de foi créent des difficultés dans le couple, qui ne sont pas surmontées. 
Après la mort de son mari, elle peut se consacrer à la prière et aux œuvres de charité. Quand des prêtres arrivent dans le pays, elle peut mener une vie spirituelle plus intense et plus épanouie. 
Barbara Kim est arrêtée en mars 1839 et soumise à la torture, mais elle refuse de renier sa foi ou de révéler le nom d'autres catholiques. Elle passe trois mois en prison, souffrant de la torture, de faim, de soif et de maladie. Le 27 mai 1839, elle meurt de la fièvre typhoïde à l'âge de trente-cinq ans.

## Canonisation
Barbara Kim est reconnue martyre par décret du Saint-Siège le 9 mai 1925 et ainsi proclamée vénérable. Elle est béatifiée (proclamée bienheureuse) le 5 juillet suivant par le pape Pie XI.
Elle est canonisée (proclamée sainte) par le pape Jean-Paul II le 6 mai 1984 à Séoul en même temps que les autres martyrs de Corée,. 
Sainte Barbara Kim est fêtée le 27 mai, jour anniversaire de sa mort, et le 20 septembre, qui est la date commune de célébration des martyrs de Corée.